# 젠 와스너
젠 와스너(Jenn Wasner, 1986년 4월 16일 ~ )는 미국의 싱어송라이터이자 인디 듀오 와이 오크(Wye Oak)의 멤버이다. 플록 오브 다임스(Flock of Dimes)라는 솔로 프로젝트명으로도 활동한다.

## 음반 목록
Flock of Dimes
- If You See Me, Say Yes (2016)
- Like So Much Desire  (2020, EP)
- Head of Roses  (2021)